# 铅室法
鉛室法（lead chamber process）為較古老的制备硫酸方法，以一氧化氮、二氧化氮為催化劑。目前工業上大多用接觸法取代鉛室法製造硫酸。
此法由英格蘭發明家John Roebuck於1746年在伯明罕首先使用。
二氧化硫在水汽、空氣、一氧化氮及二氧化氮共存下反應，可得70％濃度的硫酸，其反應如下：
- 2NO (g) + O2 (g) → 2NO2 (g)

- SO2 (g) + NO2 (g) → SO3 + NO (g)

- SO3 (g) + H2O (l) → H2SO4 (g)

其硫酸的所得純度較低，無法除去一氧化氮及二氧化氮，又
- NO + NO2 + H2O → 2HNO2

- 3NO2 + H2O → 2HNO3 + NO

所以混有HNO2及HNO3。

## 扩展阅读
- 硫酸
- 接触法